# South Beach (Flórida)
South Beach é uma Região censo-designada localizada no estado americano de Flórida, no Condado de Indian River.

## Demografia
Segundo o censo americano de 2000, a sua população era de 3457 habitantes.

## Geografia
De acordo com o United States Census Bureau tem uma área de 17,8 km², dos quais 7,0 km² cobertos por terra e 10,8 km² cobertos por água.

## Localidades na vizinhança
O diagrama seguinte representa as localidades num raio de 16 km ao redor de South Beach.